# رون إيفانز (لاعب كرة قدم أسترالية)
رون إيفانز (بالإنجليزية: Ron Evans)‏ هو لاعب كرة قدم أسترالية أسترالي، ولد في 7 يوليو 1939، وتوفي في 9 مارس 2007 في ملبورن في أستراليا بسبب سرطان.

## وصلات خارجية
- رون إيفانز على موقع AustralianFootball.com (الإنجليزية)
- رون إيفانز على موقع AFLtables.com (الإنجليزية)